# Joanna Kuligowska
Joanna Kuligowska z d. Jagodzińska (ur. 25 listopada 1979 w Toruniu) — polska siatkarka, grająca na pozycji przyjmującej. Wychowanka klubu Skarpa Toruń, następnie występowała w zespole Pałac Bydgoszcz. W sezonie 2007/08 przejęła od Ewy Kowalkowskiej opaskę kapitana drużyny. W 1999 roku wystąpiła 6 razy w reprezentacji Polski seniorek, była reprezentantka Polski juniorek. Pod koniec kariery (do sezonu 2018/19) reprezentowała ponownie klub Pałac Bydgoszcz.
Jej córka, Zuzanna również jest siatkarką. Gra w klubie Energa MKS Kalisz..

## Sukcesy klubowe
| Klub                 | Osiągnięcie        | Trofeum       | Sezon/Rok                      |
| Centrostal Bydgoszcz | Mistrzostwo Polski | srebro · brąz | 2000/2001, 2004/2005 1997/1998 |
| Centrostal Bydgoszcz | Puchar Polski      | złoto         | 2000/2001, 2004/2005           |
| Centrostal Bydgoszcz | Superpuchar Polski | złoto         | 2005                           |

### Sukcesy reprezentacyjne
Mistrzostwa Europy Juniorek:
- 2000